# Зелёный Гай (парк, Харьков)
Зелёный Гай (с 1958 по 1992 год — «Парк имени 40-летия ВЛКСМ») — парк в Харькове, находящийся на промышленной окраине города в Индустриальном районе, недалеко от станции метро Индустриальная по адресу ул. Библика, 48. Это достаточно большая зелёная зона, созданная в своё время специально для улучшения экологической ситуации в рабочем квартале.

## История
Парк был заложен в 1958 году в честь сорокалетия комсомола и изначально носил название «Парк имени 40-летия ВЛКСМ». Парк имел славную историю, являлся образцом ведения паркового хозяйства, всесоюзной площадкой для многих творческих коллективов. В парке был комплекс аттракционов, среди них колесо обозрения, «Сюрприз», «Ромашка» и др. Работал тир, автодром. Сюда приезжал чехословацкий «Лунопарк», проводились масштабные мероприятия, фестивали.
До 2011 года он существовал как отдельное самостоятельное подразделение, ведущее свою культурно-массовую деятельность.
В 2011 году парк вошел в КП «Объединение парков культуры и отдыха г. Харькова».

## Инфраструктура
Парк на данный момент практически не благоустроен, работы по содержанию в порядке зеленой зоны выполняются зонально и малоэффективно. В парке полностью отсутствуют аттракционы, их демонтаж проведен в 2018 году по причине полного разрушения и аварийности. Отсутствуют многие коммуникации, за исключением освещения его центральной части и некоторых аллей.
При этом он сохраняет свою неповторимость в своей естественности ландшафтов и значимость. Парк сейчас местами напоминает настоящий лес со своей флорой и фауной. На его территории много белок, водятся зайцы.
В 2019 году в парке была отремонтирована аллея к улице Мира, установлены площадка для детей и площадка для выгула собак. Эти работы выполнились как плановые, но только после неоднократных обращений активистов района .Ими же была составлена петиции о полной реконструкции парка, которую поддержали более 5 000 горожан.
В этом же году обновлена стела на центральном входе парка.
На данный момент парк «Зеленый Гай» обозначен как рекреационная зона, имеющая на сегодняшний день площадь 58 га.
Прокуратура Харьковской области недавно открыла уголовное производство по факту незаконного предоставления в частную собственность земельных участков в парке «Зеленый гай». Было установлено, что в течение 2009—2014 годов решениями сессий Харьковского горсовета утверждены проекты землеустройства по отводу земельных участков и предоставлению в частную собственность двадцати двух земельных участков, а в течение 2009—2016 годов были изготовлены и зарегистрированы государственные акты права собственности на эти земельные участки.
В этот период велась также незаконная вырубка деревьев, что вызывало много акций и протестов граждан района. Сейчас в Индустриальном районе работает группа активистов #НовийХТЗ , которая взяла на себя инициативу контроля над происходящим в данном парке и принимающая активное участие в его развитии.
В процессе еженедельных субботников активисты ГО Новый ХТЗ и других общественных организаций, активных граждан города, нашли заброшенные и замусоренные истоки реки Студенок. Ведутся работы по расчистке реки и восстановлению берегов.
Рядом с парком «Зеленый Гай» находится стадион «Восток».

## Транспорт
До станции метро Индустриальная — 10 мин. Рядом остановки маршрутных автобусов — 204, 4, 262, 42, 147, 304, троллейбуса № 3.